# .mn
.mn는 몽골의 인터넷 국가 코드 최상위 도메인이다. Datacom에서 관리한다. 1995년에 개설되었다. 미국의 미네소타주에서도 사용하기도 한다. 개인 사용자는 18세 이상이어야만 하고 별다른 제한은 없다.

## 2차 도메인
- .gov.mn - 정부
- .edu.mn - 교육
- .org.mn - 비영리조직